# Simon Issát Marainen

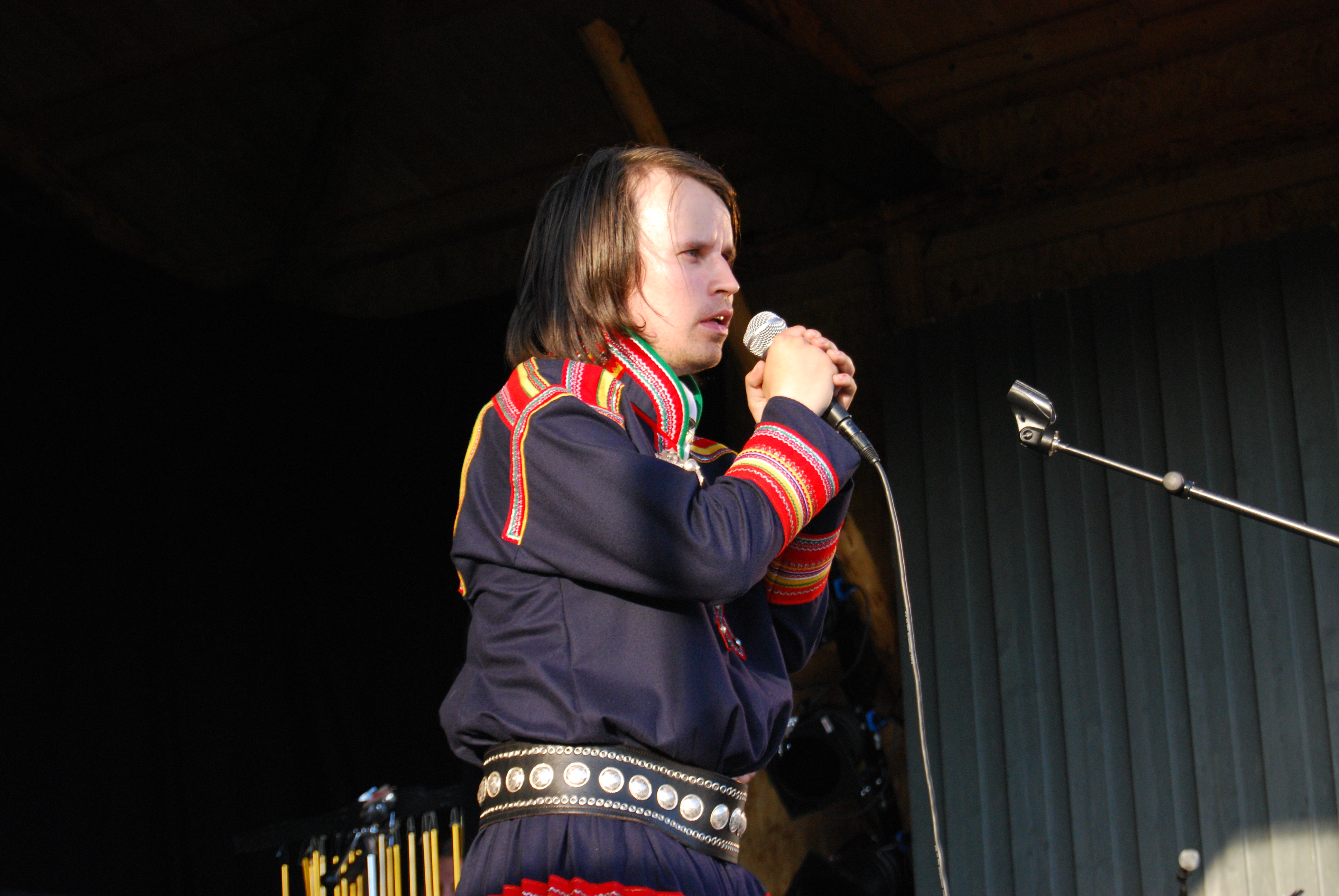
Simon Issát Marainen, 2008

Simon Issát Marainen (* 8. April 1980 in Nedre Soppero in Schweden) ist ein schwedisch-samischer Autor und Joiker.

## Leben
Simon Issát Marainen wuchs als Sohn des Kunsthandwerkers und Autors Thomas Marainen und Randi Marainen von klein auf mit der samischen Kultur auf. Er hat vier weitere Geschwister, die, bis auf einen Bruder, im Kulturbereich arbeiten. Er arbeitet von 2004 bis 2006 festberuflich und danach freiberuflich für SR Sameradio. Für das Samiradio Manuskript hat er zwölf Kindertheaterstücke geschrieben.
Marainen war auch als Schauspieler am Giron Sámi Teáhter in Kiruna tätig. Er ist Mitglied der schwedisch-norwegischen Jazz- und Popband Ára. Im Jahr 2007 erhielt er das Kulturstipendium Rubus arcticus der Region Nordbotten. Seine Pläne als Berufsmusiker um die Welt zu touren, hat er verworfen, als seine Familie vom Verlust seiner Brüder Gustav und Henrik getroffen wurde. Um seinen Eltern mit den Rentieren zu helfen, verbringt er einen großen Teil seiner Zeit als Hirte.
2019 hat er gemeinsam mit der Naturjodelgruppe Stein das 13. Nordklang-Festival eröffnet.

## Diskographie
- 2008: Simon Issát Marainen
- 2010: O mit Ára - Sound of Ára/DbD Music
- 2014: Vuoste virdái mit Ára
- 2017: Girkásit mit Ára

## Werke
- 2006: Vidd/Viidát: dikter från Sápmi - Gedichtsammlung, Podium Verlag

### In Anthologien
- Worte verschwinden / fliegen / zum blauen Licht : Samische Lyrik von Joik bis Rap. Übersetzt von Christine Schlosser. In: Johanna Domokos, Christine Schlosser, Michael Rießler (Hrsg.): Samica. Band 4. Albert-Ludwigs-Universität Freiburg, Freiburg 2019, ISBN 978-3-9816835-3-0, S. 463–464.